# Richard Wallaschek
Richard Wallaschek (Brno, Moràvia, 16 de novembre de 1860 - Viena, Àustria, 24 d'abril de 1917) va ser un musicòleg i psicòleg austríac que treballà en els camps de la musicologia comparada, l'estètica i la psicologia de la música.

## Biografia
Richard Wallaschek va néixer el 16 de novembre de 1860 a Brno, fill d'una família molt coneguda a la ciutat, ja que el seu pare, Karl Wallaschek, n'era el president de la cambra de notaris. És per aquest motiu que els primers estudis de Wallaschek foren els de dret, que de 1878 a 1885 va compaginar a Viena i, posteriorment, a les universitats de Heidelberg i Tübingen amb els de filosofia. Fou en aquesta última etapa a la universitat de Tübingen en la que l'any 1885 es va graduar en filosofia. Un any després, a Berna, ho va fer en dret. El mateix 1886 va publicar Ästhetik der Tonkunst (Estètica de l'art dels sons) la seva primera gran obra, que li va valdre una plaça de professor de filosofia a la Universitat de Friburg amb només 26 anys. Del 1890 al 1895 estudià a Londres, un període especialment fructífer donat que al Regne Unit, sota la tutela del Museu Britànic, va realitzar les investigacions que acabarien formant part del llibre Primitive Music, la seva obra més coneguda. El 1896, finalitzada aquesta estada, va viatjar de nou a la Universitat de Viena, però aquest cop com a professor convidat de psicologia i estètica de la música. Segons el musicòleg Walter Graf l'accés de Wallaschek a la Universitat de Viena el 1896 marca l'inici simbòlic del camp de la musicologia comparada. Però no va ser fins l'’any 1908, de fet, que va començar a impartir la nova assignatura de "Musicologia comparada" a la universitat. Wallasheck no es va convertir en professor titular i, per tant, assalariat, fins a l'any 1911, substituint a una de les persones que més l'havien marcat, Guido Adler. De 1900 a 1902 va ensenyar estètica de la música al conservatori de la Gesellschaft der Musikfreunde i de 1896 a 1904 va escriure crítiques pel setmanari alemany Die Zeit, i que constitueixen una altra part imprescindible de la seva obra. El 1907 va ser escollit membre de la Leopoldina, una de les societats científiques més prestigioses de l‘època a Alemanya.

## Pensament

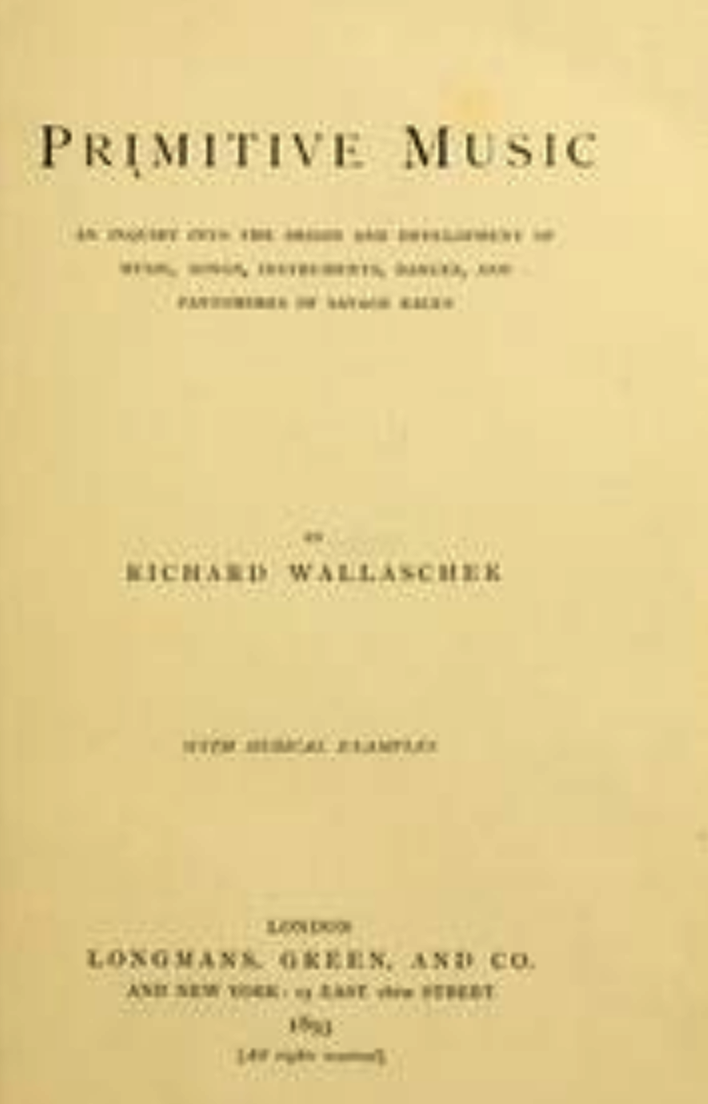
Portada de la primera edició de Primitive Music (1893).

La figura de Wallaschek destaca per ser un dels pioners de la musicologia comparada i l'anàlisi psicològic de la recepció i idealització estètica de la música. El mètode científic, especialment l'empirisme i el positivisme, condiciona tota la seva obra musicològica en publicacions com Primitive Music (1893). En aquest llibre, Wallaschek va realitzar un examen detallat dels instruments i pràctiques musicals de diversos grups ètnics a través de l'ampli accés a les fonts del que disposava des del Museu Britànic. Des d'una òptica totalment evolucionista va desenvolupar la teoria wagneriana segons la qual l'origen de la música residia en el ritme i la dansa, oposant-se a l'altra gran postura del moment, que afirmava que la música es va derivar de la parla. Aquesta visió evolucionista, però, era extremament crítica i xocava amb els autors clàssics d'aquest paradigma, Charles Darwin i Herbert Spencer, que gaudien d'una bona acceptació acadèmica, però que per Wallaschek ja havien quedat completament desfassats. A l'article “On the Difference of Time and Rhythm in Music” (1895) s'hi reflecteix el pensament de l'autor envers qüestions relacionades amb el ritme. Defineix el mateix concepte ritme, per exemple, com “la forma objectiva del moviment”, mentre que el temps seria “la percepció mental subjectiva del ritme”.
Els seus mètodes, la manca d'ús del fònograf o de cap mena de treball de camp propi, i certes creences en universals que no compartien els membres de l'Escola de Berlín, com ara la relació major-menor, el van portar a distanciar-se d'aquest important focus de treball, que des d'inicis del segle xx destacava amb obres tan importants pel posterior desenvolupament de l'etnomusicologia com la creació del Berliner Phonogramm-Archiv.
Pel que fa a l'estètica, la seva teoria de la recepció es va desenvolupar a través de les idees de Schopenhauer i Wagner, però ell mateix va ser un dels pioners de l'àmbit de la psicologia de la música. Les seves idees més importants en referència a aquest aspecte es poden llegir a Psychologische Ästhetik, obra pòstuma publicada el 1930 i que inclou les valoracions de Robert Lach, musicòleg molt amic seu que el va succeir en la docència a la Universitat de Viena. Al llibre, Wallaschek es mostra en un punt mig entre l'estètica idealista i la formalista, creant sota la influència de l'empirisme i la neurologia les seves pròpies teories sobre els processos d'escolta i judici estètic de la música. Mentre la resta d'autors i científics amb interessos similars es dedicaven a cercar les bases de la música a través de la psicologia, la fisiologia i la neurologia, Wallaschek aplicava aquests mètodes a l'estudi de fènomens musicals complexos, com ara la formació i recepció dels estils o les representacions mentals de la música. Sobre la música programàtica, per exemple, Wallaschek va expressar els seus dubtes, ja que afirmava que la música era un reflex de l'emoció, mentre que el programa era fruit de la intel·ligència, dues realitats, emoció i intel·ligència, que implicaven processos cerebrals incompatibles, que no es podien produir a l'hora.

## Principals obres
- Ästhetik der Tonkunst (Stuttgart, 1886)
- ‘Das musikalische Gedächtnis und seine Leistungen bei Katalepsie, im Traum und in der Hypnose’, VMw, 8 (1892), p. 204–51
- Primitive Music (Londres, 1893/R, ampliat 1903)
- ‘On the Difference of Time and Rhythm in Music’, Mind, new ser., 4 (1895), p. 28–35
- Psychologie and Pathologie der Vorstellung (Leipzig, 1905)
- Das k.k. Hofoperntheater (Viena, 1909)
- Psychologie und Technik der Rede (Leipzig, 1909)
- Psychologische Ästhetik, ed. O. Katann (Viena, 1930)